# Anke Pietrangeli
Anke Pietrangeli (Johannesburg, 16 novembre 1982) è una cantante sudafricana.

## Biografia
Nata a Johannesburg da genitori di origine olandese e cresciuta a Kimberley, Anke Pietrangeli ha partecipato alle audizioni per la seconda edizione di Idols South Africa cantando Unforgettable di Nat King Cole, sotto consiglio del fratello Sven, un ingegnere meccanico. Alla fine del talent show è risultata vincitrice per decisione del televoto, e ha potuto firmare un contratto discografico con la Sony BMG e pubblicare il suo primo singolo, Silver Lining, incluso nell'album di debutto By Heart, uscito l'anno successivo. Nel 2006 è uscito il secondo album, intitolato Limbo e contenente brani sia in lingua inglese che in afrikaans.

## Discografia

### Album in studio
- 2004 – By Heart
- 2006 – Limbo

### Singoli
- 2003 – Silver Lining
- 2004 – By Heart
- 2004 – We're Unbreakable
- 2004 – My Radio
- 2006 – Say If You Will